# Litle Skarveskjær
Litle Skarveskjær est une île norvégienne du comté de Hordaland appartenant administrativement à Austevoll.

## Description
Il s'agit d'un rocher désertique qui s'étend sur environ 29 m de longueur pour une largeur approximative de 16 m. 